# Monument aux pionniers (Montréal)
Le monument aux pionniers est une œuvre d'art, sous la forme d'un obélisque, érigée en 1893 par la Société historique de Montréal qui souhaitait célébrer le 250e anniversaire de la fondation de la ville de Montréal. Le monument est situé place de la Grande-Paix-de-Montréal elle-même située sur une partie de la place d'Youville dans le Vieux-Montréal.

## Historique
En 1892, la Société historique de Montréal, dirigée par l'abbé Hospice-Anthelme Verreau, souhaite commémorer la fondation de Ville-Marie et rendre hommage aux pionniers  qui fondèrent cette colonie sur l'île de Montréal le long du fleuve Saint-Laurent sur le territoire de la Nouvelle-France. 
C'est l'architecte-arpenteur J.-A.-U. Baudry, membre de la Société historique, qui conçoit le monument sous la forme d'un obélisque de 9 mètres de haut en granite posé sur un piédestal quadrangulaire orné de quatre plaques de bronze, sur lesquelles sont gravés les noms des principaux pionniers du Canada. L'ensemble du monument s'élève à plus de 12 mètres de hauteur et pèse 17 tonnes. Quarante chevaux furent nécessaire pour traîner l'obélisque jusqu'à son piédestal.
Le monument est érigé en 1893 et dévoilé au public le 17 mai 1894 sur la place d'Youville dans le centre-ville du Vieux-Montréal.

## Personnages illustres

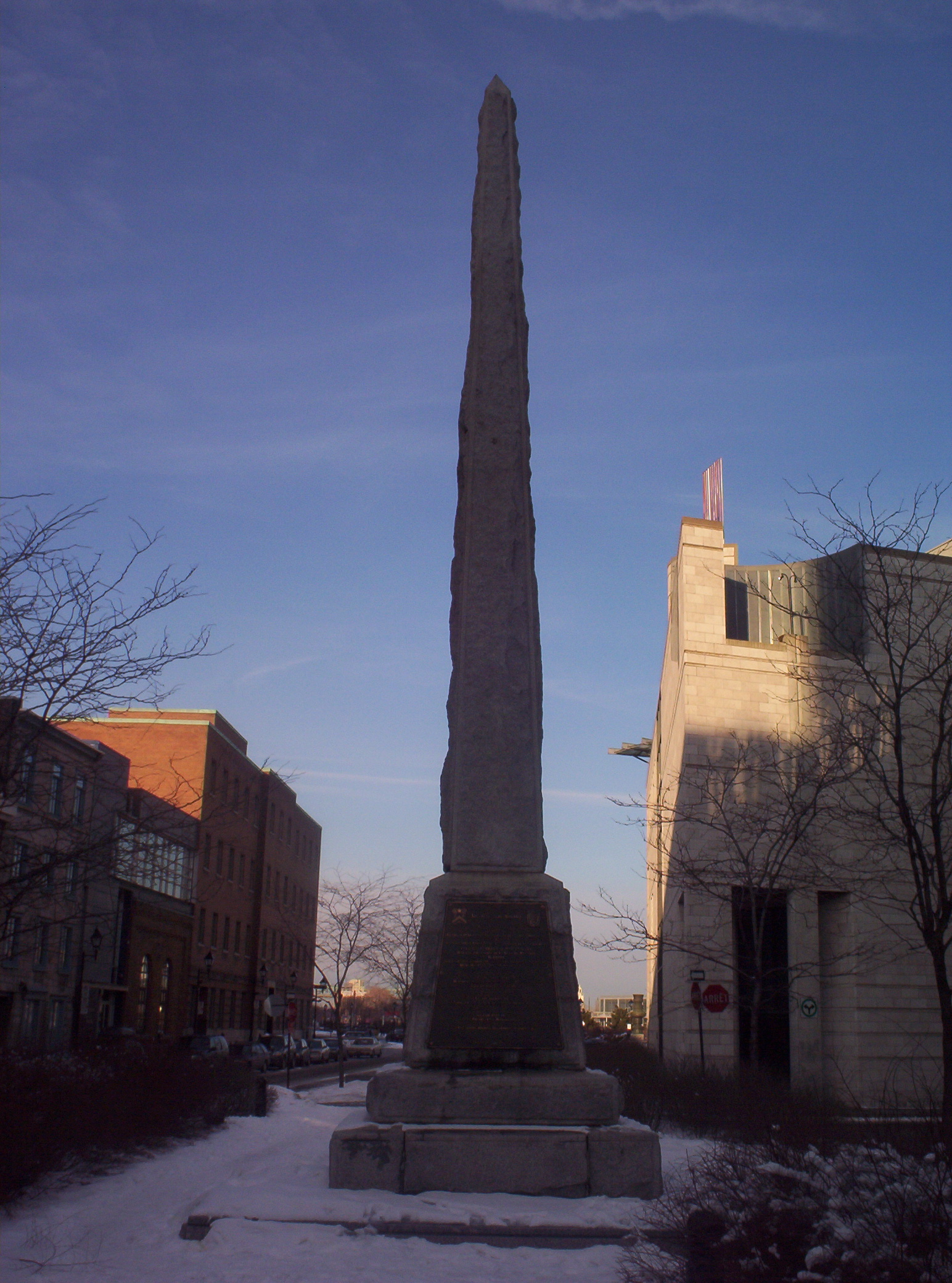
Le Monument aux pionniers.

Les pionniers sont gravés sur les quatre plaques apposées sur chaque côté du piédestal du monument.
(Liste non exhaustive)
- Paul Chomedey de Maisonneuve,
- Jeanne Mance
- Marie Madeleine de la Peltrie
- Adrienne Duvivier et Augustin Hébert
- Roger du Plessis-Liancourt, duc de La Roche-Guyon, dit duc de Liancourt
- Jérôme Le Royer de La Dauversière
- Louis d'Ailleboust de Coulonge
- Jean-Jacques Olier
- Gaston de Renty

## Plaques commémoratives

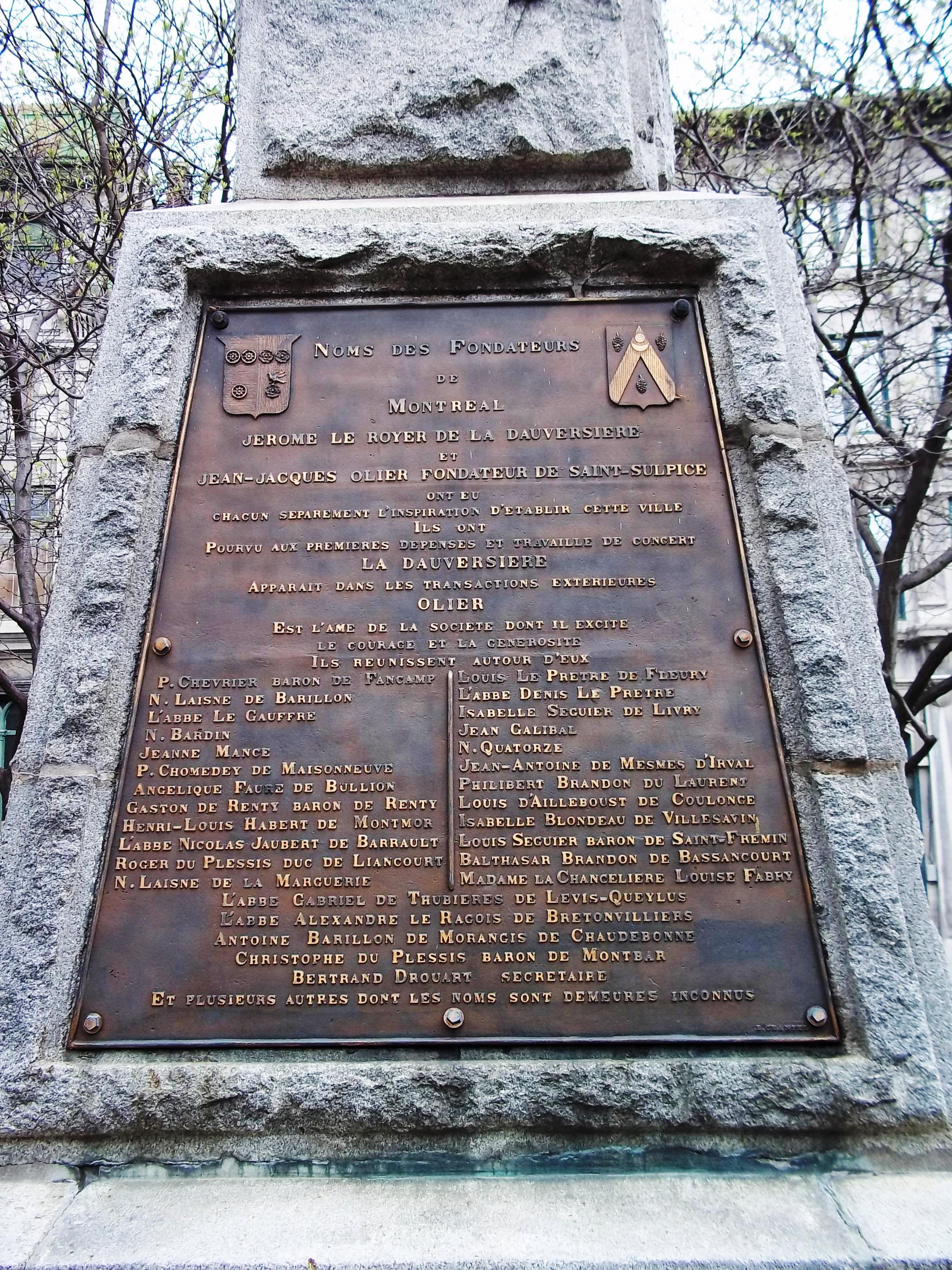
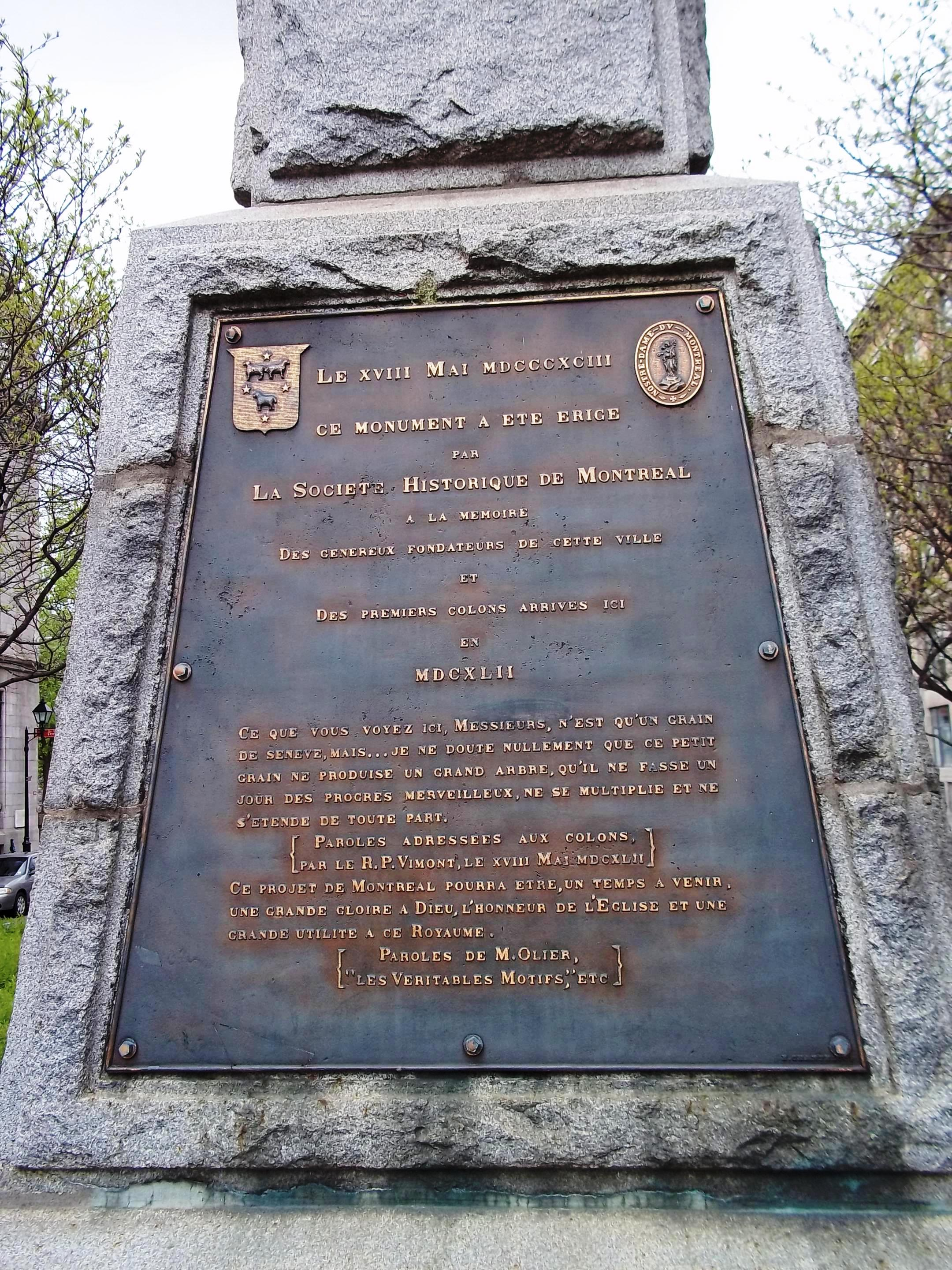
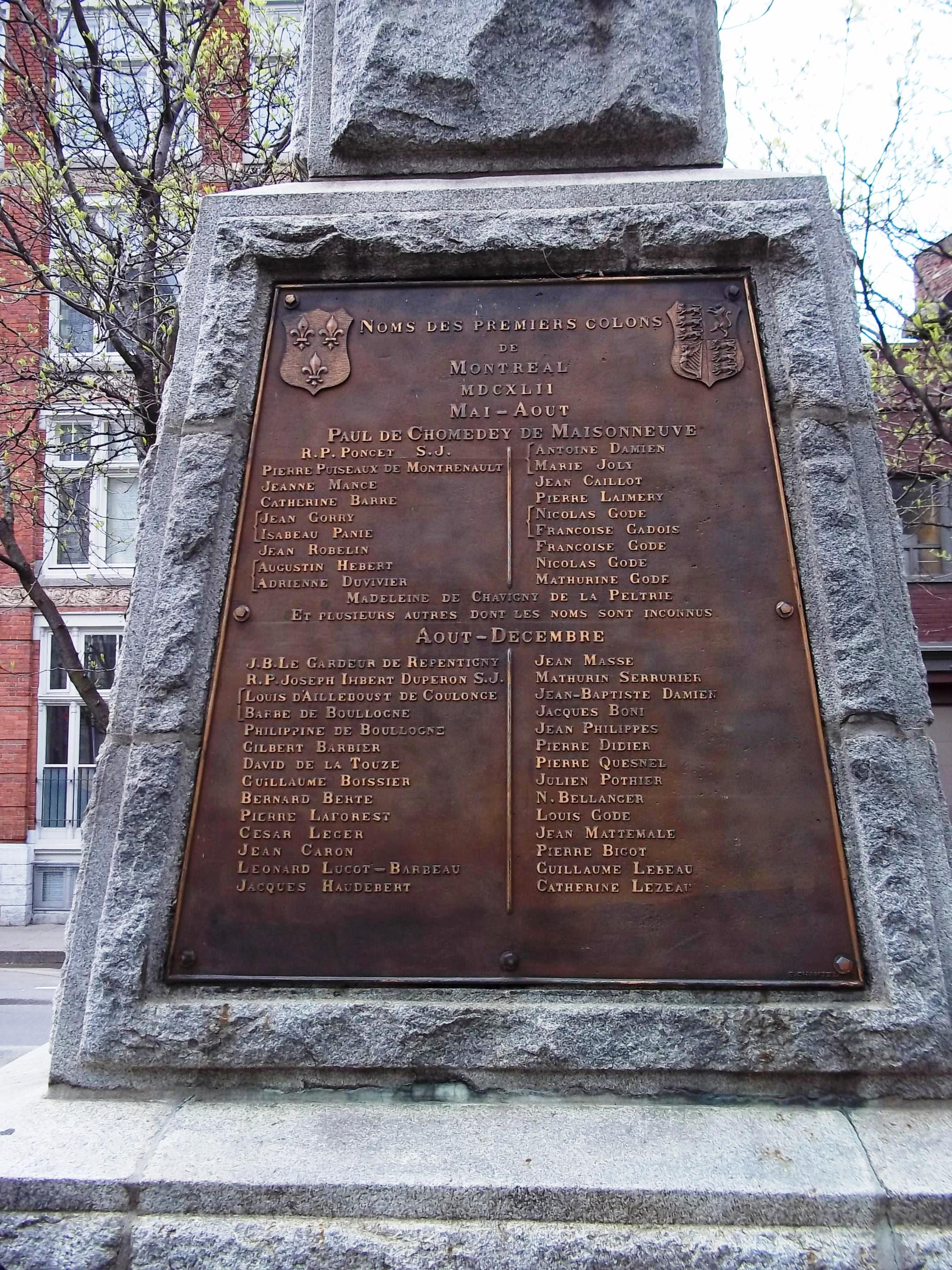
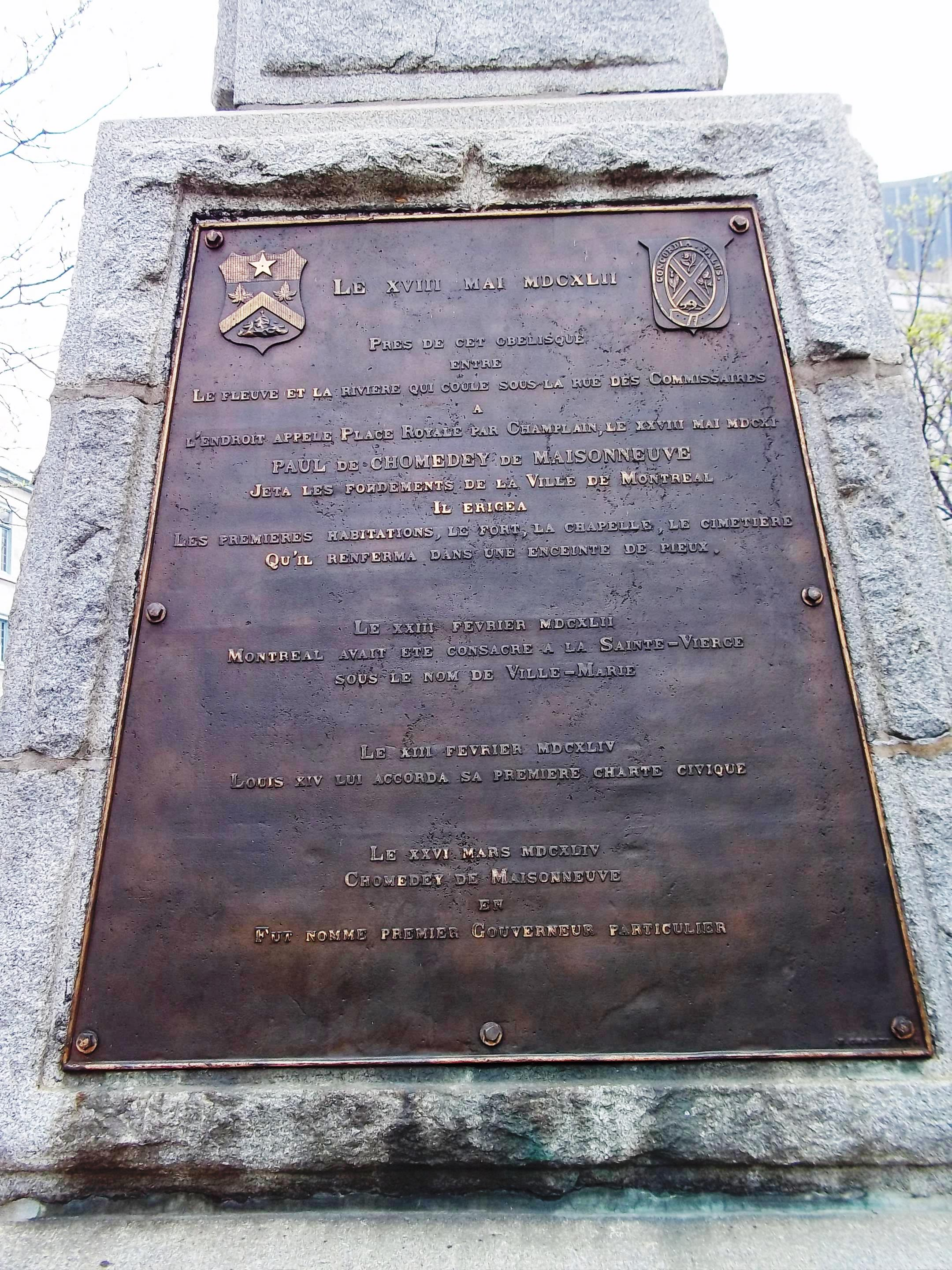